# Berlin–Moskau. Eine Reise zu Fuß
Berlin–Moskau. Eine Reise zu Fuß ist ein Reisebericht des Journalisten und Autors Wolfgang Büscher, der 2003 als Buch erschien und mehrfach ausgezeichnet wurde.

Start und Ziel von Büschers Wanderung
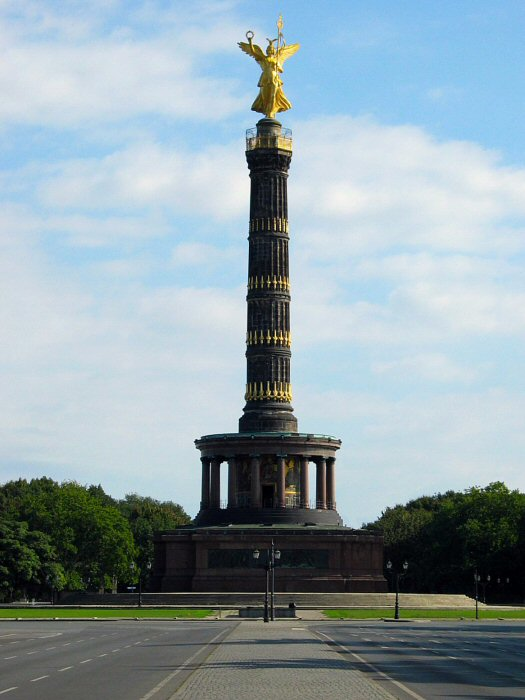
Berlin
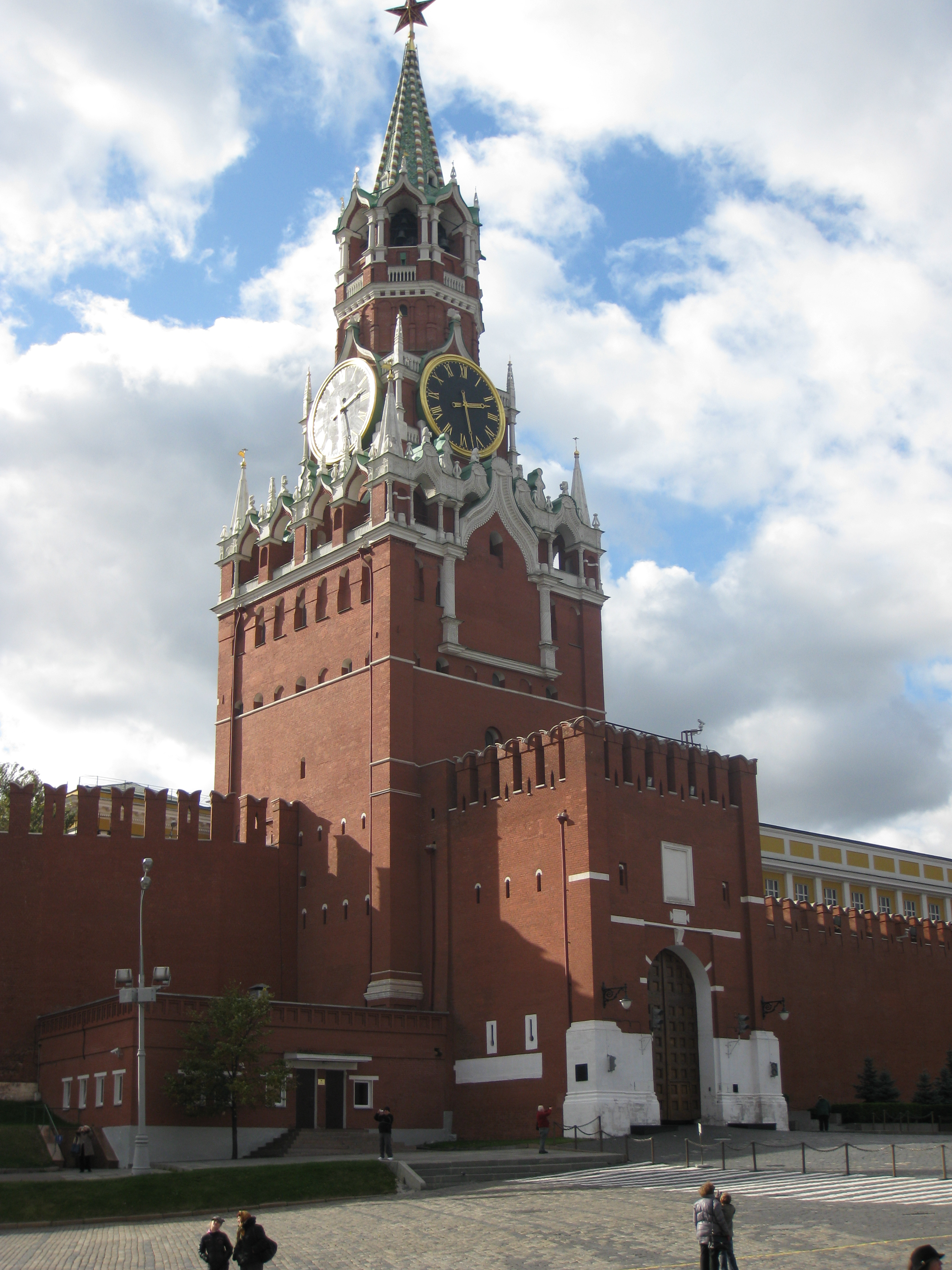
Moskau

## Inhalt
In dem Buch berichtet Büscher von seinem Fußmarsch von Berlin nach Moskau. Die Reise unternahm er im Sommer und Herbst 2001, sie dauerte 82 Tage. Dabei legte Büscher rund 2.500 Kilometer zu Fuß zurück. Er lief durch Deutschland, Polen, Belarus und Russland.
Auf seiner Reise besuchte Büscher mehrmals geschichtsträchtige Orte, beispielsweise die Seelower Höhen östlich Berlins, den Fluss Bjaresina in Belarus und die Gräber bei Katyn nahe der belarussisch-russischen Grenze. Die Reise folgte damit den historischen Spuren des Russlandfeldzugs Napoleons von 1812 und der deutschen Heeresgruppe Mitte des Deutsch-Sowjetischen Kriegs von 1941 bis 1945. In Belarus unternahm Büscher eine Exkursion abseits der Wanderroute in die Region um das Kernkraftwerk Tschernobyl an der Grenze zur Ukraine.
Während seiner Wanderung lernte Büscher viele, teils skurril anmutende Bewohner der durchreisten Regionen kennen, die er anekdoten- und detailreich, oft mit historischen oder familiären Bezügen, beschreibt. Die Wanderung durch Belarus mit dem Aufenthalt in Minsk gibt dem Leser auch einen Einblick in die besonderen politischen Verhältnisse dieses – von Büscher als „müde“ charakterisierten – Landes.

### Stationen der Reise
- Deutschland
  - Berlin
  - Seelow
- Polen
  - Küstrin
  - Oborniki
  - Żnin
  - Toruń
  - Białystok
- Belarus
  - Hrodna
  - Nawahradak
  - Minsk
  - Orscha
  - Wizebsk
- Russland
  - Katyn
  - Smolensk
  - Safonowo
  - Wjasma
  - Moschaisk
  - Moskau

## Kritiken
Die Kritiker lobten Büscher unter anderem für seine Kombination aus Alltäglichem und Bemerkenswertem sowie Dokumentation und Reflexion. Dies versetze ihn in die Lage, den eigenen Beobachtungen während der langen Wanderung wie auch der geographischen und geschichtlichen Weite gleichermaßen Ausdruck zu verleihen. Zudem habe er für sein Werk große persönliche Mühen auf sich genommen.
In Berlin – Moskau verbinde Büscher auf seine Weise Journalismus und Literatur.

## Auszeichnungen und Nominierungen
- 2003: Kurt-Tucholsky-Preis (Deutschland) für literarische Publizistik[1]
- 2003: Johann-Gottfried-Seume-Literaturpreis[2]
- 2004: Nominiert für den Deutschen Bücherpreis, Kategorie Sachbuch[3]

## Ausgaben
- Wolfgang Büscher Berlin – Moskau: Eine Reise zu Fuß. Reinbek bei Hamburg: Rowohlt Verlag, 2003, ISBN 3-49800-631-2.
- Wolfgang Büscher (gelesen von Ulrich Matthes) Berlin – Moskau: Eine Reise zu Fuß. Lesung. Audiobook, 3 CDs, Der Audio Verlag, 2004, ISBN 3-89813-293-5.
- Wolfgang Büscher Berlin – Moskau: Eine Reise zu Fuß. SPIEGEL-Edition 2006/2007, Nr. 4, Hamburg: SPIEGEL-Verlag, 2006, ISBN 3-87763-004-9.